# Diostracus fasciatus
Diostracus fasciatus är en tvåvingeart som beskrevs av Sadao Takagi 1968. Diostracus fasciatus ingår i släktet Diostracus och familjen styltflugor. Inga underarter finns listade i Catalogue of Life.